# Otto Hahn
Otto Hahn (Frankfurt am Main, 1879. március 8. – Göttingen, 1968. július 28.) német kémikus, a radioaktivitás és a radiokémia úttörője. Az atommagkémia ősatyjának és az atomkorszak megteremtőjének is nevezik. Ő figyelte meg és jelentette először a maghasadást (az uránét), amiért 1946-ban Nobel-díjat kapott.

## Élete, munkássága

### Fiatal évei
Jómódú család legifjabb fiaként született; apja Heinrich Hahn vállalkozó, számos ingatlan, lakóház, illetve ipari épület tulajdonosa, anyja Charlotte Hahn (leányneve Giese) volt. Apja építész pályára szánta Ottót, aki azonban már 15 éves korától ipari kémikus akart lenni. Apja beleegyezésével 1897-ben az érettségi letétele után a frankfurti reálgimnáziumba, majd a Marburgi Egyetemre ment tanulni. Főtantárgyként kémiát és ásványtant, melléktantárgyként fizikát, és filozófiát hallgatott. Külön tanulmányokra csatlakozott a természettudományok és orvostudomány diákkörébe is. A harmadik és negyedik szemeszterben Adolf von Baeyer oktatta a müncheni egyetemen, és 1901-ben diplomázott. Egyéves katonai szolgálat után visszatért Marburgba további tanulmányokra. Doktori értekezését Theodor Zincke professzor segítette.

### Korai kutatásai külföldön
Doktori értekezésének benyújtásakor Otto még az ipari pálya felé hajlott. Így részben ezért, részben angol tudása tökéletesítése érdekében 1904-ben Angliában keresett alkalmazást. A University College London híres professzora, William Ramsey az inert gázok felfedezésével felkeltette érdeklődését. Ide jelentkezett tehát munkára, de figyelme hamarosan az ebben az időben csak kezdeti állapotban levő radiokémia felé irányult.
Az 1905-ös év elején a radioaktív elemek sóival dolgozva úgy tűnt, hogy egy új elemet fedezett fel, és ennek a radiotórium (radithorium)V nevet adta, de erről később kiderült, hogy ez a tórium egyik izotópja, a 228Th jelzésű tórium-228 volt. Mivel többet akart kideríteni felfedezéséről, de az izotópia és az izotópok fogalmait az angol Frederick Soddy csak nyolc évvel később vezette be ennek a tudományágnak a világon akkor egyik legelismertebb tudósa, a híres kanadai Montréal McGill Egyetemén (McGill University) dolgozó Ernest Rutherford tanácsára volt szüksége. Így még az év tavaszán Kanadába utazott tanulmányai folytatására. Montréalból 1906 nyarán távozott, de rövid ottléte alatt három további elemet, illetve izotópot fedezett fel. Hahn akkori elnevezéseivel ezek: thorium C (vagyis tórium C) radium B (rádium B) és radioactinium (vagyis radioaktínium).

### A berlini kutatás kezdete és az első világháború

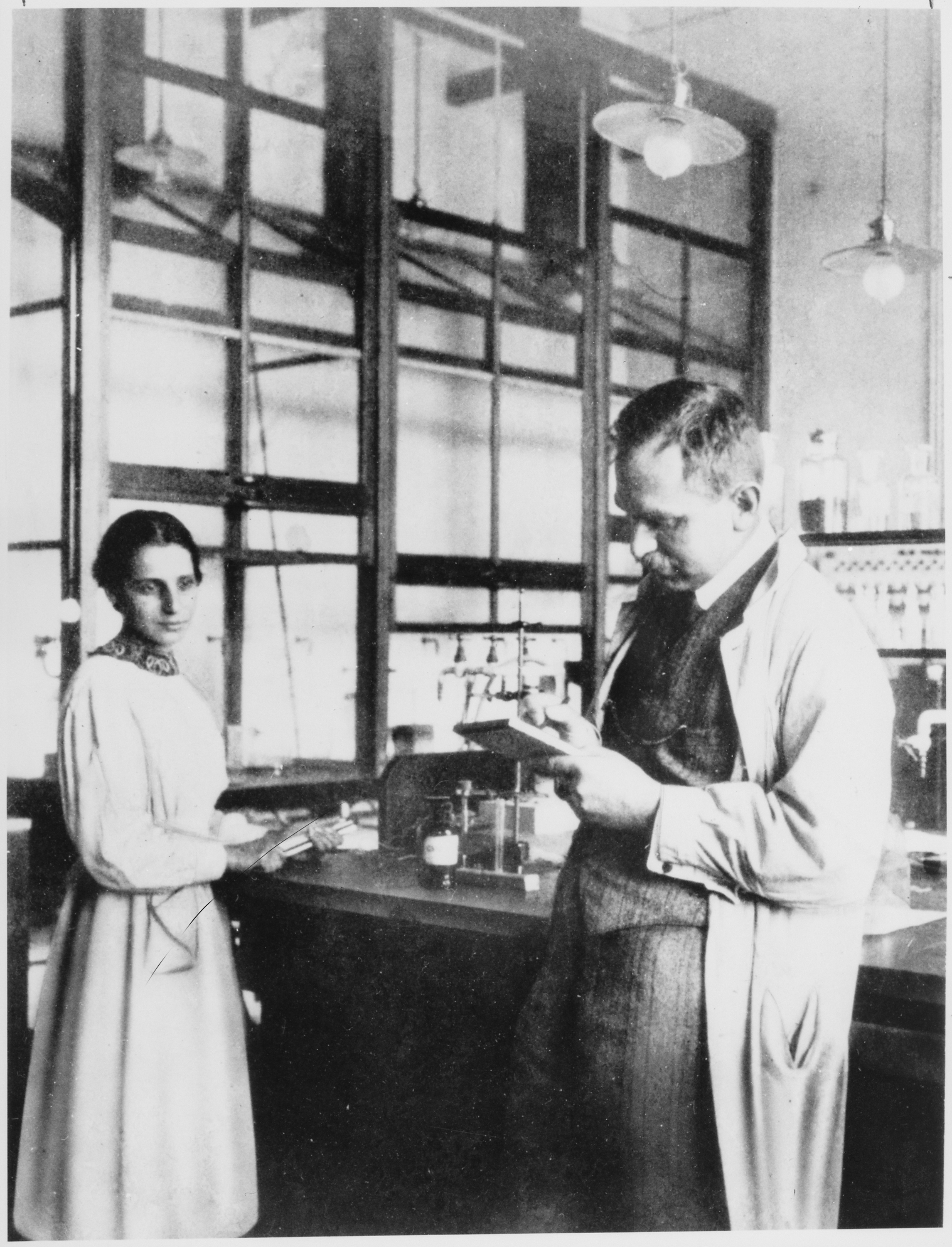
Lise Meitnerrel a Kaiser Wilhelm Kémiai Intézet Laboratóriumában, 1913

Hahn 1906 nyarán hazatért Németországba a Berlini Egyetemre (Berliner Universität), ahol a kémiai intézetben (Chemische Institut) Emil Fischer munkatársa lett. A szerves kémikus Fischer egyáltalán nem értett ugyan Hahn szakterületéhez, de felismerte az új irányzat jelentőségét, és az intézet alagsorában lévő asztalosműhelyt radiokémiai laboratóriummá alakíttatta át számára. Hahn néhány hónapon belül primitív eszközeinek dacára több új elemet vagy izotópot fedezett fel — akkori neveik Mesothorium I, Mesothorium II és Ionium voltak; legutóbbit a rádium anya-anyagának (Muttersubstanz) nevezte. A magyarosan mezotórium I-nek nevezhető anyagról később kiderült, hogy ez a rádium egyik izotópja, a 228Ra, amelynek a Curie által később felfedezett 226Ra-hoz hasonlóan nagy orvosi jelentősége lett egyes rákos daganatok besugárzásos kezelésében. Ennek felfedezéséért javasolták Hahnt először (1914-ben) Nobel-díjra — miközben az intézetben dolgozó „klasszikus” kémikusok mély gyanakvással figyelték munkásságát, és felháborította őket, hogy egy efféle, a „komoly kémián” kívüli dolgokkal foglalkozó embert magántanárrá (Privatdozent) neveztek ki.
1907-ben Max Planck egyik előadás-sorozatán Hahn találkozott egy reményteljes fiatal (nála egy évvel idősebb) fizikussal, akit meghívott intézetébe: ő lett későbbi kutatótársa, Lise Meitner, aki a Bécsi Egyetemről csak tanulmányútra ment Berlinbe, de 30 évig Hahn intézetében maradt. A fizikus Meitner és a radiokémikus Hahn együttműködése optimálisra sikeredett; azt csak külső körülmények akadályozták. Emil Fischer hozzájárult ugyan, hogy együtt dolgozzanak az alagsori laboratóriumban, de, kategorikusan megtiltotta, hogy Meitner fölmenjen a fölsőbb szintekre, ahová csak férfiak tehették be a lábukat. Ez a tiltás két évig maradt érvényben — utána az egyetemi konzervativizmus enyhült valamicskét. Meitner csak 1912-ben lehetett „hivatalosan” Hahn asszisztense.
Harriet Brooks kanadai kémikus 1904-ben fedezte fel, hogy a radioaktív átalakulás közben másodlagos bomlástermékek jönnek létre. A jelenséget angolul radioactiv recoil-nak nevezte el; ez a magyar szakirodalomban radioaktív visszalökődés vagy egyszerűen visszalökődés. Brooks ezt helytelenül értelmezte, és Hahn is csak 1909-ben talált rá magyarázatot. A pontos értelmezés alapján Hahn és Meitner új kutatási módszert dolgozott ki, amellyel több új radioaktív elemet, illetve izotópot tudtak kimutatni.
Hahnt 1910-ben kinevezték professzornak, majd 1912-ben az újonnan létesített Vilmos Császár Kémiai Intézet radioaktivitás tanszékvezető professzorának. Meitner vele költözött át az új intézetbe.
Az első világháború alatt be kellett vonulnia. Hahn harci gázok fejlesztésén dolgozott, amíg 1916 decemberében vissza nem rendelték Berlinbe, hogy az intézetben folytathassa munkáját: 1917-18 között Lise Meitnerrel még egy új elemet fedeztek fel. Ezt protoaktínium-nak nevezték el, majd kiderült, hogy azonos azzal az elemmel, amelyet egy másik kutatópár 1913-ban brevium névvel már kimutatott. Az azonosság kiderítése után az IUPAC Hahnt és Meitnert ítélte felfedezőnek, így az elem 1949-ben a protaktínium nevet kapta.

### A berlini kutatás folytatása és a maghasadás felfedezése
Hahn 1921-ben hozta nyilvánosságra az urán Z elem felfedezésével együtt a magizoméria jelenségét, amelyre csak 1936-ban talált Carl Friedrich von Weizsäcker magyarázatot. Max Planck azonban a felfedezést olyan jelentősnek ítélte, hogy Hahnt 1923-ban ismét Nobel-díjra javasolta.
Lise Meitnerrel és Fritz Strassmann asszisztensével kezdeményezte, hogy az uránt neutronokkal bombázzák. Ez vezetett 1938-ban az atommaghasadás felismeréséhez.
A húszas években Hahn új foglalkozási területet is talált: ekkor teremtette meg az alkalmazott radiokémia tudományágát az általános- és fizikai kémia kérdéseinek megválaszolására. Applied radiochemistry című könyvét, ami az amerikai Cornell Egyetemen (Ithaca, NY, USA) vendégprofesszorként adott előadás-sorozatának írásban megőrzött formája és ami 1933-ban angolul jelent meg de később orosz fordításban is, különösen kiváló alkotásnak ítélték: az USA atomenergia bizottság (U.S. Atomic Energy Commission) elnöke 1966-ban kijelentette, hogy Hahn könyve számára évekig bibliául szolgált,
Hahn a harmincas évek közepe táján elhatározta, hogy saját maga meggyőzésére megismétli az olasz Enrico Fermi legutóbbi atom kísérleteit, aki mint a római egyetem professzora kutatócsoportjával a 30-as évek elején lassú neutronokat fedezett fel, ezeket kezdte különböző elemek bombáztatására használni és 1934-ben uránt vett célpontul.
A fizikusok 1938-ig úgy gondolták, hogy uránnál nagyobb rendszámú, nagyobb atomsúlyú elemeket az uránnak a neutronokkal való bombázásával lehetne előállítani. Senki se vette komolyra Ida Noddack német kémikus feltevését a német Angewandte Chemie folyóiratban amikor ezt a lehetőséget még 1934-ben felvetette.
Hitler uralomra jutása után a zsidóüldözésektől megrettent Hahn egyre többet aggódott Meitnerért, és tanácsára Meitner 1938-ban külföldre menekült.
Nagy meglepetés volt Hahn és asszisztense, Fritz Strassmann számára amikor 1938. december 17-én egy uránmintában annak besugárzása után nehéz elemeket keresgéltek, de helyettük bárium nyomait fedezték fel. Ezt a nevezetes, Hahn által Radium-Barium-Mesothorium-Fraktionierung-nak, vagyis „rádium-bárium-mezotórium-hasítás”-nak nevezett kísérletet Hahn azonnal az eddig elképzelhetetlen maghasadásnak tartotta. December 28-án egy kéziratot is küldtek a Naturwissenschaften (vagyis Természettudomány) folyóiratnak a neutronsugárzás eredményéről. A Naturwissenschaften cikk 1939. január 6-án jelent meg. Alig egy hónappal később Hahn értesítette Svédországban Lise Meitnert is. Meitner fiatal fizikus unokaöccsével, Otto Robert Frischsel (aki őt követve szintén Svédországba menekült), azonnal számításokba kezdett az eredmény elméleti megalapozása céljával. Frisch volt az, aki a kísérleti és matematikai eredményt az angol Nature folyóiratnak továbbította tudományos elméleti fizikai magyarázatával. Ő használta elsőnek a nuclear fission (maghasadás) kifejezést.

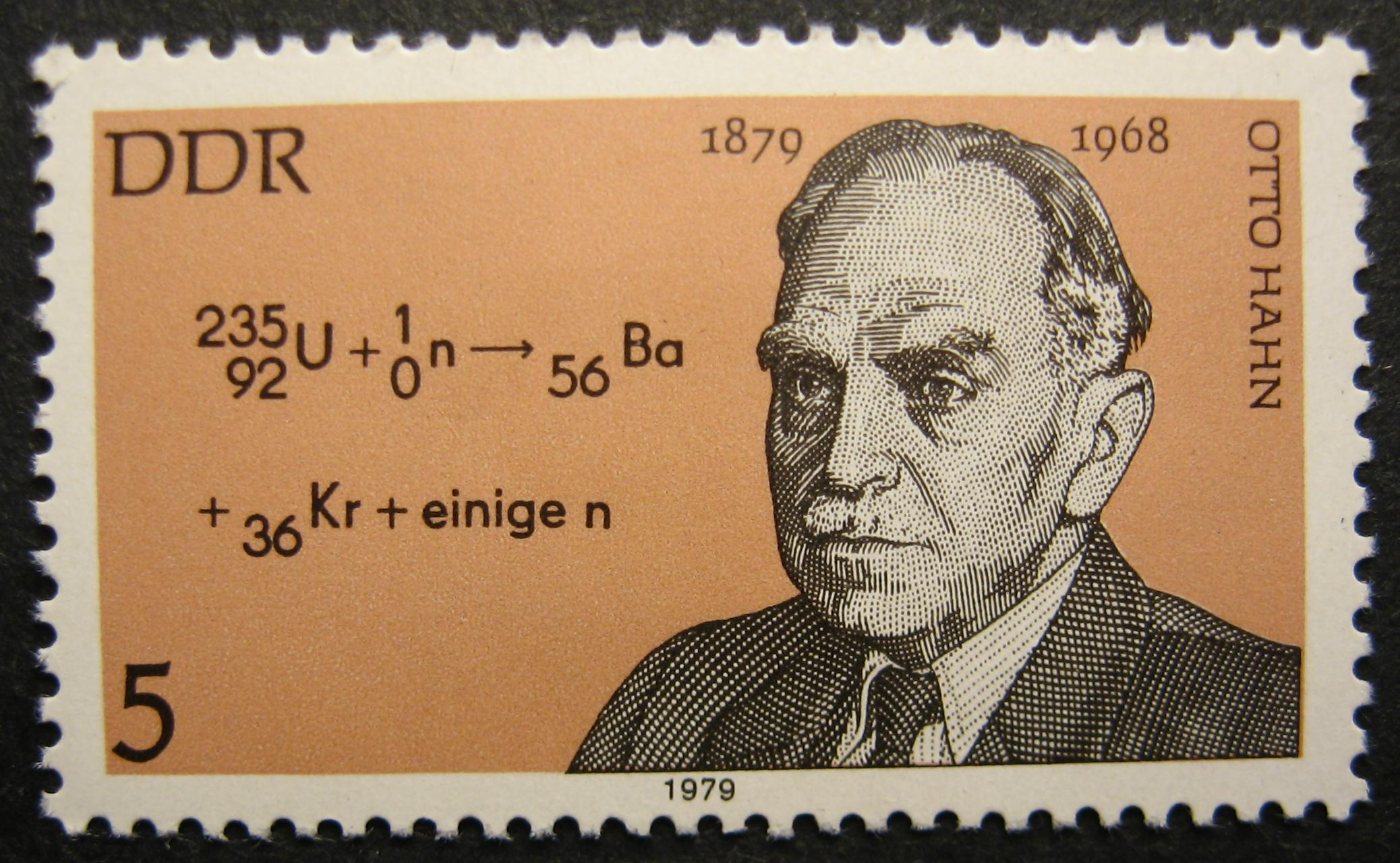
Otto Hahn a volt Német Demokratikus Köztársaság egyik bélyegén a maghasadás egyenletével (1979)

A háború alatt Hahn folytatta tevékenységét a radiokémiában. Born, Flügge, Götte, Seelman-Eggebert és Strassmann kutatótársaival huszonöt újonnan felfedezett elemet és száz izotópot jegyeztek listára.

#### Politikai álláspont, a háború vége és Nobel-díj
Otto Hahn mindig ellenezte a náci diktatúrát, és ezt feleségével gyakran hangoztatta is. Már 1934-ben tiltakozott zsidó kollégáinak elbocsátása, majd később a deportálások ellen. Lise Meitner unokaöccsének menekülését is ő sürgette.
A háború után mindezek ellenére letartóztatták, mert a szövetséges hatalmak azzal gyanúsították, hogy a háború alatt egy német atombomba tervein dolgozott. Így 1945-ben az Albstadt Tailfingen városrészében beszállásolt szövetséges Alsos III.-mission nevű katonai különosztag letartóztatta őt és további tíz német kutatót, köztük Max von Lauét, Werner Heisenberget, Carl Friedrich von Weizsäckert, és a Cambridge melletti Godmanchester, a Farm Hallban internálták őket. Később kiderült, hogy Hahn egyetlen háborús szerepe a maghasadás felfedezése volt, és 1946 januárjában mindőjüket elbocsátották.
Még Angliában megtudták, hogy az amerikaiak atombombával bombázták Hirosimát és Nagaszakit. Hahnt rettentően elkeserítette, hogy talán ő is hozzájárult a százezrek halálához. Később is tiltakozott az atombomba hadi célú használata ellen.
A Svéd Királyi Tudományos Akadémia 1945. november 15-én nyilvánosságra hozta, hogy az 1944-es kémiai Nobel-díjat neki ítélte a nehéz elemek atommagjainak hasításáért. Az atommaghasadás hatalmas jelentősége az, hogy a reakció szélsőségesen exoterm folyamat, a nehéz atommagok az energia rettentően koncentrált forrásai.
Egyes történészek nehezményezték, hogy a Nobel-díjat nem osztották meg Lise Meitnerrel, akinek jelentős része volt ebben a munkában. Hahn holléte azonban még titok volt, és a Nobel-bizottság nem tudott vele kapcsolatba lépni. A jutalomdíjról csak az újságokból értesült. Fogságban tartott kutatótársai az eseményt november 18-án beszédekkel, tréfákkal és dalszerkesztéssel ünnepelték. Az őrség rábeszélte Hahnt, hogy írjon a bizottságnak egy köszönőlevelet, de bocsánatot kell kérnie, amiért a díjkiosztó ünnepségen nem lehet jelen.
A Nobel-díjat az éremmel és a diplomával végül is egy év késedelemmel, 1946. december 10-én vette át V. Gusztáv svéd királytól.

### Hahn az atomfegyverek és a magkutatás ellen – A Max Planck társaság
Hahn sikeresen szervezte át a német kutatóintézetek hálózatát üzemeltető Vilmos Császár Társaságot. A jogutód Max Planck-társaságnak 1948-tól 1960-ig ő volt az elnöke is. Fáradhatatlan munkája és nemzetközi tekintélye igencsak hozzájárult ahhoz, hogy a társaság visszanyerje régi hírnevét.
Egyik kezdeményezője volt 1955-ben az atomfegyverek háborús használata elleni mainaui nyilatkozatnak, amit a Nobel-díjasok egyik gyűlésén a német Lindau-ban köröztek, és amit ettől a naptól számítva egy éven belül 52 tudós — főleg fizikus és kémikus — támogatott aláírásával.
A nyilatkozat (németül: Mainauer Kundgebung) az azt aláíró Nobel-díjas tudósok megdöbbenését fejezi ki, hogy a tudomány, amelynek szolgálatára életüket szentelték, a katonaság kezébe kerülve lehetővé teheti, hogy a Földet annyi káros sugárzás áraszthassa el, hogy azt az emberiség számára teljesen lakhatatlanná tegye, és az az emberiséget teljes kipusztulással fenyegesse. Hangoztatva, hogy az atomháború megnyerhetetlen, és nemcsak mindkét hadviselő felet pusztíthatja el, de a semleges államokat és lakóikat is. Arra kérik meg a világ kormányzatait, hogy nézeteltéréseiket békés úton oldják meg, mert a legkisebb konfliktus is atomháborúhoz vezethet.
Ő fogalmazta 1957-ben a Göttingeni manifesztumot (németül: Göttinger Erklärung) is, amiben Konrad Adenauer kancellársága idején tizenhét német atomtudóssal együtt a Bundeswehr taktikai atomfegyverekkel felszerelése ellen tiltakozott. 1958 januárjában Albert Schweitzerrel együtt a Pauling-felhívást (németül: Pauling-Appel) írta alá, ami az ENSZ tagjait sürgette, hogy azonnal hozzanak létre nemzetközi egyezményt minden kísérleti  atomrobbantás leállítására, októberben pedig nemzetközi gyűlést sürgetett egy világalkotmány kidolgozása céljából. Élete végéig figyelmeztette a nagyhatalmakat a Föld radioaktív szennyezésének veszélyeire; 1957-től többször is jelölték Nobel-békedíjra.

## Jellemzése
Sokáig megőrizte kisfiús jóképűségét, és ezt ki is használta: imádta a szép nőket és szenvedélyesen udvarolt nekik. Többükkel jó barátságban maradt házasember korában is. Érdekes, hogy Lise Meitnerrel soha, a legcsekélyebb mértékben sem közeledtek egymáshoz — a kapcsolatukra visszaemlékező Hahn ezt Meitner visszahúzódó, távolságtartó természetével magyarázta: „Szó sem esett köztünk bármiféle közelebbi, a laboratóriumon kívüli kapcsolatról. Lise Meitner rendkívül szigorú, úrilányhoz illő nevelést kapott, és nagyon tartózkodó, sőt félénk volt.” Nem ebédeltek és nem sétáltak együtt; kizárólag a laborban és társasági eseményeken találkoztak.
Hahn sportos alkat volt és sportosan is élt: igazolt tornász volt, síelt és hegyet mászott. Emellett azonban nem mondott le az egészségre kártékony örömökről sem: szerette a sört és cigarettázott.
Kedves, önironikus humorral beszélt; jellegzetesen lassú, Rajna-vidéki hanghordozással.
1911-ben, egy tudományos összejövetelen ismerkedett meg Edith Junghans-szal, akit két évvel később feleségül vett. A boldog házasságból egyetlen fia született 1922-ben.

## Kitüntetései és díjai
Otto Hahn, aki a Max Planck Társaságnak 1960-ig tiszteletbeli elnöke volt számos jutalomdíjat és kitüntetést kapott a világ minden tájától. Megválasztott tagja volt 45 tudományos akadémiának és tudományos társaságnak. Nevezetesebbek:
- Svájci Kémiai Társaság Paracelsus Aranyérme
- Brit Kémiai Társaság Faraday-érme,
- 1959 Charles de Gaulle francia köztársasági elnök: francia Becsületrend tisztje,
- 1954 Német Szövetséges Köztársaság Nagy szolgálati kereszt és csillagos vállszalag,
- 1961 XXIII. János pápa: Pápai akadémia Aranyérme,
- 1966 Lyndon B. Johnson USA Köztársasági elnöktől és az USA Atomenergia bizottságtól Atomic Energy Commission (Lise Meitnerrel és Fritz Strassmannal együttesen) :Enrico Fermi-díj
- Tiszteletbeli polgára a Németországban (NSzK) Frankfurt am Main és Göttingen városának, valamint Berlinnek.

Ezenkívül:
- 1957 A volt Német Demokratikus Köztársaság Magdeburg városának tiszteletbeli polgára és
- 1958: A Szovjet Tudományos Akadémia(wd) tiszteletbeli tagja.

Az utóbbi két megtiszteltetést Hahn nem fogadta el.
Az NDK bélyeget adott ki tiszteletére, az amerikai kémikusok pedig 1997-ben a 105 rendszámú újonnan felfedezett elemnek a Hahnium nevet javasolták tiszteletére, de IUPAC-kal, a nemzetközi nevezékadó egyesülettel vita keletkezett. (Lásd Elemelnevezési vita)
1964-ben az egyetlen nukleáris civil európai hajót Otto Hahn után nevezték, krátert is neveztek róla a Holdon is a Marson is, egy kisbolygó pedig az "19126 Ottohahn" nevet viseli. A Német Fizikai Társaság is meg a Német Kémiai Társaság is nevével tiszteli évente adományozott jutalomdíját, a Max Planck Társaságnak pedig arany Otto Hahn Békedíj adománya van.
Számos ország nyomtat pénzérmet és bélyeget arcképével.

## Közleményei
Németül (választék)
- 1918: Die Muttersubstanz des Actiniums, ein neues radioaktives Element von langer Lebensdauer (gemeinsam mit Lise Meitner)
- 1936: Angewandte Radiochemie
- 1948: Von der natürlichen Umwandlung des Urans zu seiner künstlichen Zerspaltung
- 1948: Die Kettenreaktion des Urans und ihre Bedeutung
- 1948: Künstliche neue Elemente
- 1950: Die Nutzbarmachung der Energie der Atomkerne
- 1962: Vom Radiothor zur Uranspaltung. Eine wissenschaftliche Selbstbiographie
- 1968: Mein Leben

Angolul:
- Otto Hahn (1966). Otto Hahn: a scientific autobiography, Scribner’s (New York) : xxiv + 296 p.

## Ajánlott Irodalom
Angolul
- Hans Hartmann: Otto Hahn – Der Entdecker der Atomspaltung. Murnau, München-Innsbruck-Basel 1961.
- Laura Fermi: The Story of Atomic Energy. Random House, New York 1962.
- Robert Spence: Otto Hahn. Biographical Memoirs of Fellows of the Royal Society. Volume 16. London 1970.
- Ernst H. Berninger: Otto Hahn 1879–1968. (Angolul és spanyolul). Inter Nationes, Bonn-Bad Godesberg 1970.
- Hans D. Graetzer, David L. Anderson: The Discovery of Nuclear Fission. Nostrand-Reinhold, New York 1971.
- Ronald W. Clark: The Greatest Power on Earth. Sidgwick & Jackson, London 1980.
- William R. Shea (Hrsg.): Otto Hahn and the Rise of Nuclear Physics. Reidel, Dordrecht-Boston-Lancaster 1983.
- Alwyn McKay: The Making of The Atomic Age. Oxford University Press, Oxford-New York 1984.
- Richard Rhodes: The Making of the Atomic Bomb. Simon and Schuster, New York 1988.
- J. A. Revill, Sir Charles Frank (Ed.): Operation Epsilon. The Farm Hall Transcripts. IOP Publishing, Bristol-Philadelphia 1993.
- Klaus Hoffmann: Otto Hahn. Achievement and Responsibility. Springer Inc., New York-London-Paris-Singapore-Tokyo u. a. 2001.
- Horst Kant: Otto Hahn and the Declarations of Mainau and Göttingen. Berlin 2002.
- Jim Whiting: Otto Hahn and the Discovery of Nuclear Fission. Mitchell Lane, Hockessin 2004.

Franciául
- Pierre Radvanyi, Monique Bordry: La Radioactivité artificielle et son histoire. Seuil CNRS, Paris 1984.

Németül (Választék könyvformában)
- Eckart Heimendahl: Wegbereiter unserer Zukunft. Wunderlich, Tübingen 1968.
- Ernst H. Berninger: Otto Hahn – Eine Bilddokumentation. Moos, München 1969.
- Friedrich Herneck: Bahnbrecher des Atomzeitalters. Verlag der Morgen. Berlin, DDR, 1970.
- Ernst H. Berninger: Otto Hahn in Selbstzeugnissen und Bilddokumenten. Rowohlt, Reinbek bei Hamburg 1974.
- Franz Baumer: Otto Hahn. (Köpfe des XX. Jahrhunderts). Colloquium, Berlin 1974.
- Dietrich Hahn (Hrsg.): Otto Hahn – Erlebnisse und Erkenntnisse. Mit einer Einführung von Karl-Erik Zimen. Econ, Düsseldorf-Wien 1975.
- Klaus Hoffmann: Otto Hahn – Stationen aus dem Leben eines Atomforschers. Vorwort von Manfred von Ardenne. Neues Leben, Berlin (DDR) 1978.
- Dietrich Hahn (Hrsg.): Otto Hahn – Begründer des Atomzeitalters. Eine Biographie in Bildern und Dokumenten. Mit einem Geleitwort von Reimar Lüst, einem Vorwort von Paul Matussek und einer Einführung von Walther Gerlach. List, München 1979.
- Horst Wohlfahrt (Hrsg.): 40 Jahre Kernspaltung. Eine Einführung in die Originalliteratur. Wissenschaftliche Buchgesellschaft, Darmstadt 1979.
- Dietrich Hahn (Hrsg.): Otto Hahn in der Kritik. Moos, München 1981.
- Cornelius Keller: Die Geschichte der Radioaktivität. Wissenschaftliche Verlagsgesellschaft, Stuttgart 1982
- Walther Gerlach, Dietrich Hahn: Otto Hahn. Ein Forscherleben unserer Zeit. (Große Naturforscher, Band 45). Wissenschaftliche Verlagsgesellschaft, Stuttgart 1984.
- Dietrich Hahn (Hrsg.): Otto Hahn – Mein Leben. Die Erinnerungen des großen Atomforschers und Humanisten. Erweiterte Neuausgabe. Piper, München 1986.
- Karl-Erik Zimen: Strahlende Materie. Radioaktivität – ein Stück Zeitgeschichte. Bechtle, Esslingen-München 1987.
- Dietrich Hahn (Hrsg.): Otto Hahn. Leben und Werk in Texten und Bildern. Mit einem Vorwort von Carl Friedrich von Weizsäcker. Insel-Suhrkamp, Frankfurt am Main 1988.
- Dietrich Hahn (Hrsg.): Otto Hahn – Vom Radiothor zur Uranspaltung. Erweiterte Neuausgabe. Mit einem Vorwort von Kurt Starke. Vieweg, Braunschweig-Wiesbaden 1989.
- Jost Lemmerich: Die Geschichte der Entdeckung der Kernspaltung. Ausstellungskatalog. Technische Universität, Berlin 1989.
- Klaus Hoffmann: Otto Hahn. Schuld und Verantwortung. Springer, Heidelberg-Berlin-New York u. a. 1993.
- Michael Salewski (Hrsg.): Das Zeitalter der Bombe. Die Geschichte der atomaren Bedrohung von Hiroshima bis heute. Beck, München 1995.
- Elisabeth Kraus: Von der Uranspaltung zur Göttinger Erklärung. Otto Hahn, Werner Heisenberg, Carl Friedrich von Weizsäcker und die Verantwortung des Wissenschaftlers. Königshausen & Neumann, Würzburg 2001.
- Klaus Hoffmann: Otto Hahn – Forschung und Verantwortung. Kramer, Frankfurt am Main 2005.
- Lise Meitner: Erinnerungen an Otto Hahn. Hrsg. Dietrich Hahn. Hirzel, Stuttgart 2005, ISBN 3-7776-1380-0.